# Leonarda Cianciulli
Leonarda Cianciulli (* 14. November 1893 in Montella; † 15. Oktober 1970 in Pozzuoli) war eine italienische Serienmörderin, auch bekannt als die Seifenmacherin von Correggio (italienisch la Saponificatrice di Correggio).

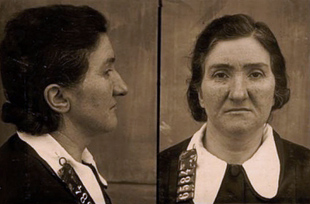
Leonarda Cianciulli nach ihrer Festnahme

## Leben
Leonarda Cianciulli wurde als einzige Tochter von Emilia Marano und Mariano Cianciulli in Montella in Irpinia geboren. Zur Mutter hatte sie kein gutes Verhältnis, das sich nach dem Tod des Vaters und der erneuten Heirat der Mutter weiter verschlechterte. Es scheint außerdem, als ob Leonarda in ihrer Kindheit an einer Form der Epilepsie gelitten habe. Insgesamt stammen sämtliche vorhandenen Informationen über Cianciulli aus ihrer Autobiografie „Le confessioni di un'anima amareggiata“ (dt.: „Die Bekenntnisse einer verbitterten Seele“), deren Zuverlässigkeit stark angezweifelt wird.
1914 heiratete sie im Alter von 21 Jahren Raffaele Pansardi, einen Landvermesser, sehr zum Missfallen ihrer Familie; am Polterabend brach sie jeglichen Kontakt mit ihnen und insbesondere ihrer Mutter ab. Das Paar zog erst nach Lauria, Potenza und nach einem Erdbeben 1930 schließlich nach Correggio, Reggio nell’Emilia, wo Cianciulli einen kleinen Bekleidungshandel eröffnete und außerdem als Heiratsvermittlerin und Wahrsagerin arbeitete. Ihr arbeitsloser Mann wurde zum Alkoholiker, dem sie schließlich keinen Zutritt zur gemeinsamen Wohnung mehr gewährte, und der bald darauf spurlos verschwand.
Seit ihrer Hochzeit war Leonarda Cianciulli 17 Mal schwanger gewesen, allerdings erlitt sie drei Fehlgeburten und zehn ihrer Kinder starben noch als Säuglinge; lediglich vier ihrer Kinder überlebten. Bis zu ihrer Verhaftung war sie als nette, umgängliche Frau und hingebungsvolle Mutter bekannt.

## Morde
Zu Beginn des Zweiten Weltkrieges 1939 war die einzige Tochter Norma auf einer Klosterschule und die zwei jüngeren Söhne Bernardo und Biagio besuchten ein Gymnasium. Der älteste Sohn Giuseppe, ihr Lieblingskind, studierte bereits in Mailand, und es war zu befürchten, dass er zum Wehrdienst einberufen werden würde; ein unerträglicher Gedanke für Cianciulli. In ihren Memoiren erklärt sie, Magie gelernt zu haben, um böse Einflüsse abzuwenden, und schließlich Menschenopfer dargebracht zu haben, um die Sicherheit ihres Sohnes zu gewährleisten, tatsächlich beging sie ihren ersten Mord aber bereits, bevor Italien in den Krieg eintrat. Ihre Opfer stammten aus ihrer unmittelbaren Nachbarschaft, drei ältere, unverheiratete Frauen, die ihre Ratschläge suchten und mit denen sie eine längere Freundschaft verband.

### Faustina Setti
Das erste und älteste Opfer war Faustina Setti, eine unverheiratete siebzigjährige Analphabetin. Cianciulli erklärte ihr, einen möglichen Ehemann in Pula für sie gefunden zu haben, der sie gerne kennenlernen würde. Am Tag ihrer geplanten Abreise trafen sich die Frauen im Haus von Cianciulli, um letzte Einzelheiten zu besprechen, wo Setti ihr einen Brief und Postkarten diktierte. Nach ihrer Ankunft wollte die ältere Frau die Postkarten an Verwandte verschicken, um ihnen mitzuteilen, dass sie gut angekommen sei, außerdem befand sich der Entwurf eines Testamentes zugunsten von Cianciulli in dem von ihr selbst verfassten Brief. Bei diesem Treffen vergiftete Cianciulli ihr Opfer mit Wein, schleppte es in einen Wandschrank und tötete es mit einer Axt. Sie zerteilte den Körper in neun Teile und fing das Blut in einem Behältnis auf. In ihrem im Gefängnis geschriebenen Buch beschreibt sie die Tat folgendermaßen:

„Ich warf die Stücke in einen Topf und fügte sieben Kilogramm Ätznatron hinzu, die ich gekauft hatte, um Seife zu machen. Anschließend rührte ich, bis ich eine dunkle, dickflüssige Masse hatte, die ich in mehrere Eimer verteilte, den Rest leerte ich in eine Jauchegrube. Ich wartete, bis das Blut geronnen war, dann trocknete ich es im Ofen, mahlte es und vermischte es anschließend mit Mehl, Zucker, Schokolade, Milch, Eiern und ein bisschen Margarine. Daraus machte ich jede Menge knusprige Kekse, die ich an meine Gäste und Besucher verteilte, aber Giuseppe und ich haben auch davon gegessen.“

### Francesca Soavi
Das zweite Opfer war eine Lehrerin, der Cianciulli einen Posten als Leiterin einer Mädchenschule in Piacenza in Aussicht gestellt hatte. Wie schon bei ihrem ersten Opfer überzeugte sie Soavi davon, Postkarten an Freunde und Verwandte zu schreiben, um sie über ihr Vorhaben zu informieren. Am 5. September 1940 verabreichte sie auch ihrem zweiten Opfer vergifteten Wein und tötete es mit einer Axt, bevor sie den Körper „verarbeitete“.

### Virginia Cacioppo
Das dritte Opfer war Virginia Cacioppo, eine ehemalige Sopransängerin. Cianciulli erzählte ihr von einer möglichen Beschäftigung als Rechte Hand eines Theateragenten in Florenz. Wieder überredete sie ihr Opfer, niemandem von der Reise zu erzählen und alle Vorbereitungen geheim zu halten, bevor sie am 30. September 1940 auch ihr letztes Opfer auf dieselbe Art und Weise wie zuvor tötete. Über diesen Mord schrieb sie später:

„Sie endete im Topf, wie die anderen zwei auch (…), aber ihr Fleisch war fett und weiß: Als ich alles aufgelöst hatte, fügte ich eine Flasche Parfum hinzu und kochte sie lange Zeit, bis ich eine sehr cremige Seife erhalten hatte. Ich verteilte Seifenstücke als Geschenk an Nachbarn und Bekannte. Auch die Süßigkeiten gelangen besser: Diese Frau war wirklich süß.“

## Entdeckung und Gerichtsverfahren
Die Schwester des letzten Opfers, Albertina Fanti, machte sich Sorgen um den Verbleib ihrer Schwester, von der sie keine Nachrichten mehr erhielt, und wandte sich an die Polizei in Correggio, dem letzten bekannten Wohnsitz von Virginia Cacioppo. Dort waren auch die anderen beiden Opfer bereits als verschwunden gemeldet worden, und es war aufgefallen, dass auf Cianciullis Konto größere Geldbeträge von ihren „Freundinnen“ eingegangen waren. Einem Hinweis folgend durchsuchte die Polizei schließlich das Haus Cianciullis, wo sie den Schmuck des letzten Opfers fand.
Daraufhin wurde sie verhaftet, und nach einem umfassenden Geständnis begann 1946 in Reggio nell’Emilia der Prozess gegen sie. Im Verlauf der Verhandlung versuchte ihre Verteidigung, das Gericht von einer Komplizenschaft ihres ältesten Sohnes Giuseppe Pansardi zu überzeugen, Cianciulli bestritt das aber vehement. Der Kriminalpsychologe Filippo Saporito bestätigte der Angeklagten später teilweise Unzurechnungsfähigkeit, woraufhin sie zu 30 Jahren Gefängnis und anschließenden drei Jahren in einer Pflegestätte für geistig Behinderte verurteilt wurde. Von dieser Strafe verbüßte Cianciulli lediglich 24 Jahre; am 15. Oktober 1970 starb sie im Alter von 77 Jahren im Gefängnis von Pozzuoli nach einem Schlaganfall.
Einige der Gegenstände wie die Axt und der Topf, die als Mordwaffen und Instrumente dienten, sind heute im Kriminalmuseum in Rom zu besichtigen.